# 驅魔少年
《驅魔少年》（日语：/D.Gray-man）是從2004年起，在《週刊少年Jump》上開始連載，现仍在连载中的日本漫畫作品。是日本漫畫家星野桂的第一部長篇作品。
從《週刊少年Jump》2005年49號到2006年2號為止，由於作者生病而暫時停止連載，直到2006年3號才重新繼續連載。作者於2008年11月因生病再度停載，2009年3月《週刊少年Jump》15號重新連載至第186夜後再度休載，於2009年8月在《赤丸Jump（赤マルジャンプ）》重新連載至第187夜，其後再轉移至2009年11月發售的12月號《Jump Square》正式開始連載，2013年1月由於作者再度生病而又暫時停止，於2015年7月轉移至《Jump SQ.CROWN》重新連載，但生病的關係連載會不定期更新。在2018年《Jump SQ.CROWN》終止發售後，轉至《JUMP SQ.RISE》繼續刊載。
2020年8月，單行本總銷量突破2500萬本。

## 故事簡介
故事背景為虛構的19世紀末，梵蒂岡為阻止約7000年前發生的「挪亞大洪水」又稱「黑暗三日」再度降臨，創建「黑教團」，結集散佈各地的INNOCENCE（聖潔），而及尋找其使用的適合者－驅魔師對抗惡魔製造者千年伯爵。
惡魔是以「機械」、「靈魂」以及「悲劇」為材料所製造出來的惡性武器。千年伯爵製造出這些悲哀的惡魔準備將世界帶向終點，而被神選中的聖職者以「對惡魔武器」救贖靈魂，主角－亞連‧沃克與眾驅魔師將挺身而戰。

## 用語解釋

### 黑教團
為阻止千年伯爵把世界導向終結，所創立的直屬梵蒂岡抗衡「惡魔」的秘密組織。其象徵以「薔薇十字架」作標誌。當中黑教團還分為七個班，分別是科學班、探索班、醫療班、通信班、警備班、對外調整和綜合管理班，而驅魔師、室長和各班的職員等均以教團作根據地，因而又被喻為「家」。黑教團除本部外，還有六個分部，分別是亞洲分部、中東分部、非洲分部、北美分部、南美分部、大洋洲分部。

#### 本部
舊本部建立於英國某處的懸崖之上，新本部則是在倫敦郊區。
室長
正名是「黑教團本部長代行監理官兼中央統合參謀司令室室長」。由科穆伊‧李擔任，頭腦型的官職。可以向驅魔師發出任務指令，根據Lv4襲擊總部時，顯示其重要性好像也比得上驅魔師。科穆伊·李為了其妹利娜莉‧李而進入教團成為室長。
科學班
黑教團的第一班，組員都是知識分子，主要進行對驅魔師的對惡魔武器的研究和開發，以及製造對探索部隊的工作必要的武器和工具，另外也負責製作團服，由於在閒暇時還會創造很多奇怪的工具和藥品，因此在本部搬遷於新的位置時花費許多的時間。
組員在各自的專業突出，有些擅長地質學和植物學。例如科學班瑞巴班長的專業領域是化學、數學、語言學。
最初科學班有很多數的科學家，直至挪亞之一的露露‧貝爾率領多數的惡魔與守化髏襲擊總部，導致科學班中多數的科学班的科学家不是改造成守化髅拿去填补空缺就是遭到襲擊中遇害(其中还包括亚连的好友塔普)，因此總部從分部補充不少組員。
探索班
黑教團的第二班，班組成員稱為探索部隊（Finder），隸屬於黑教團及世界各地的支部。
非驅魔師的普通人類，INNOCENCE的落空者。負責收集全世界的情報來支援驅魔師，根據其怪事件來尋找INNOCENCE。
由於容易撞見同樣在搜索INNOENCE的惡魔，因此是危險率最高的職業。加上武器是結界裝置的配備背包(Talisman)只能用來抑制惡魔的活動和保護自己的能力（但結界裝置本身並不具備摧毀惡魔的能力）所以在驅魔師未到達現場前，必須得確保自己的安危也要提防惡魔會逃出結界的風險。
醫療班
黑教團的第三班，負責替團員治療，除了傷患之外，還治療病人，以護士長、醫生為中心。
通訊班
黑教團的第四班，負責協助驅魔師、探索部隊的通訊工作。
警備班
黑教團的第五班，主要在大門和水路出入口進行警戒工作，門衛アレスティーナ＝ドロエ＝ギョナサン＝P＝ルーボーソン＝ギア＝アマデウス＝5世就是其中之一。
對外調整班
黑教團的第六班，對外視窗，負責受理各國的支援請求。
綜合管理班
黑教團的第七班，從炊事、掃除、到支付經費，為團員的日常生活提供幫助，廚師長─傑利就是其中之一。

#### 元帥（General）
在職位上比一般驅魔師高一級的驅魔師，而且都是與INNOCENCE同步率超越100%以上的「臨界者」。而「臨界者」也是成為元帥的最基本條件。通常元帥要定期與教團聯絡。元帥的主要工作是四處尋找「適合者」來成為「適合者不明的INNOCENCE」的「適合者」，成為「驅魔師」。另外元帥還會參與訓練新的「驅魔師」，例如克勞斯‧馬利安是亞連的師父、弗羅‧狄耶特是神田的師父。元帥還會參與其他教團的任務。
教團原本有五位元帥，分別是凱文‧葉格、克勞斯‧馬利安、弗羅‧狄耶特、維達茲‧索卡羅、可蘿德‧奈因。由於其中最年長的元帥——凱文‧葉格元帥被挪亞中代表著「快樂」的帝奇‧米克所殺，而克勞斯‧馬利安元帥在告知亞連是繼承了「第14號」的「奏者資格」一事後，與寄生型INNOCENCE「聖母之柩」一起下落不明，留下「斷罪者」和大量血跡。目前尚有三位元帥於教團中。在漫画217话中神田接替克勞斯‧馬利安元帥的位置，成為新元帥。
大元帥
「黑教團」的最高上級，可以對元帥及室長下達命令。身份不明，是不是適合者也不明。與元帥一樣同樣有5位。

#### 驱魔师
每一個INNOCENCE都會選擇一個人作為其使徒，亦即是「適合者」，而驅魔師就是加入「黑教團」的INNOCENCE適合者。屬於「黑教團」的前線人員，專門負責回收沈睡在世界各地的INNOCENCE和破壞「惡魔」的聖職者。如果「適合者」在遭到惡魔的攻擊中不慎被奪取與失去屬於自己的INNOCENCE就無法成為驱魔师 。全體的「驅魔師」都穿著黑色的團服。團服的胸口位置有作為「驅魔師」象徵的「薔薇十字架」標誌。通常「適合者」是由「元帥」發現，並帶到「黑教團」成為驅魔師（這些「適合者」可能在被「元帥」發現前已經擁有INNOCENCE，例如亞連。或是與「元帥」帶出去的「適合者不明的INNOCENCE」同步才發現是「適合者」，例如迪夏·巴里、喬治‧韓。）教團為確保作戰能力和保護「心」等的情況，也有「適合者」是被「黑教團」發現被帶去成為驅魔師（例如利娜莉‧李、斯曼·達克）。
驱魔师的裝備
- 團服

團服是「驅魔師」的證明，是驅魔師值勤時及戰鬥用的服裝，在左胸的位置會有黑教團「白薔薇十字」紋章，團服上的裝飾全是銀製品（元帥級驅魔師的團服裝飾則是金色），團服的扣子背面則會刻上所屬驅魔師的名字。
因為一般而言難以辨別普通人及偽裝的惡魔（亞連·沃克算是極少數的例外），所以團服本身也有著吸引惡魔主動現身攻擊，藉此找出惡魔的作用。
一般以大衣款式居多，但也有諸如斗篷或外套等其他形式，在形式上相當自由。
而在故事中，總共出現過三種版本的團服。第一代團服以黑白雙色為主，有大片的白色墊肩；第二代相較於第一代，配色上減少了白色的比例，並將半數的扣子改成拉鍊設計；第三代團服不同以往，配色改成黑色為底紅色為襯，設計上也比前兩代要簡潔。
- 無線通訊魔偶（Golem）

由黑教團科學般製作，讓驅魔師之間能夠進行短距離無線通訊的機器人，外觀上通常是黑色並有一對翅膀的眼睛狀物體，能夠飄在半空中。
除了短程無線通訊以外，似乎也能介入一般民用的電話網路來和遠方的驅魔師或是黑教團本部進行聯繫。
驱魔师的人數
正式加入教團時，包括他在內共有十九名驅魔師，分別是五位元帥（凱文‧葉格、克勞斯‧馬利安、弗羅‧狄耶特、維達茲‧索卡羅、可蘿德‧奈因）和十四位驅魔師（亞連‧沃克、神田優、拉比、書人、諾伊斯·馬利、迪夏·巴里、斯曼·達克、卡沙·李德、查克·拉朋、緹娜·斯帕克、格溫·弗雷爾、索爾·加倫、赫布勒絲）。
方舟大戰後，驅魔師的人數下降至大約十四名，分別是四位元帥（克勞斯‧馬利安、弗羅‧狄耶特、維達茲‧索卡羅、可蘿德‧奈因）和十位驅魔師（亞連‧沃克、神田優、拉比、書人、諾伊斯·馬利、米蘭達‧羅德、亞歷斯特‧柯洛利三世、喬治‧韓、赫布勒絲）。
而截至目前為止，驅魔師人數剩下十三位，分別是是四位元帥（神田優、弗羅‧狄耶特、維達茲‧索卡羅、可蘿德‧奈因）和九位驅魔師（利娜莉‧李、拉比、書人、諾伊斯·馬利、米蘭達‧羅德、亞歷斯特‧柯洛利三世、喬治‧韓、提摩西·哈斯特、赫布勒絲）。
第二驱魔师
在九年前「黑教團」的第二使徒計劃（製造驅魔師的實驗）中所創造出的驅魔師。利用垂死的驅魔師的腦袋製造出複製人後，再令他們與原擁有的INNOCENCE同步。第二驅魔師有著超速的再生能力。在此計劃中成功製造出兩名第二驅魔師(分別是神田優和阿爾瑪)，他們的血液也有治療其他人的作用。
第三驱魔师
通過第三使徒計劃中，所創造出的驅魔師。破壞「惡魔」的方法，暫時只有三個，分別是「惡魔」自爆，被INNOCENCE消滅和「惡魔」吞食同類（較強的「惡魔」當沒有人類可殺戮時，會吞食其他較弱「惡魔」，「惡魔」吸收「惡魔」）。而第三驅魔師就是利用「惡魔」吞食同類這一點。利用「卵」的碎片與人類融合的阿爾瑪·卡爾瑪細胞移植到一般人的體內，進行將人體半惡魔化的實驗，製造出人體生成的半惡魔化人類。利用半惡魔化人類來吞食「惡魔」，吸收一定數目惡魔後，就會母胎化。母胎化的的第三驅魔師將被奉獻於神明，而他們的細胞則能用於生出更多的第三驅魔師。第三驅魔師也有再生能力但不及第二驅魔師。第一代的第三驅魔師有5名，分別是多克薩、基蕾德莉、剛志、蒂瓦葛、瑪達拉歐。

#### INNOCENCE
「圣洁」被稱為「神的結晶」，是有著不可思議力量的物質，依石箱的叙述是由神所赐予的神秘结晶。是人類抗衡及對付千年伯爵所製造的「惡魔」和「諾亞一族」的武器。總數是109個，七千年前隨著大洪水爆發而散落到世界各地，通常有INNOCENCE的地方都會因此發生某些以一般常理無法解釋的怪異現象。不過只有被圣洁所选中的人类才能使用，被选中的人称为「适合者」也就是驅魔師，其中有一個稱之為「心」的核心，一旦「心」被毀滅所有INNOCENCE亦同時消失。INNOCENCE「原石」的形態是一個正立方體結晶，周圍會有兩個交叉的齒輪圈。當該INNOCENCE的適合者成為驅魔師，該INNOCENCE便會成為對惡魔武器。可以破坏恶魔使被囚禁在裏头的灵魂得到解脱，并对诺亚一族造成致命性的伤害。對惡魔武器可分為「寄生型」、「裝備型」、「結晶型」與「獨立型」。
心（heart）
依石箱的叙述为所有圣洁的核心，被称为「心之圣洁」，据说「心之圣洁」只要被摧毁會使其他普通圣洁也会随之消逝。其形态、是否已回收或是是否已经有持有者是未知。於是教团的作战方针，就是尽可能的回收所有的圣洁，盡可能搶在千年伯爵与诺亚一族發現「心之圣洁」前將其尋回，防止全世界被終結。
種類
裝備型
由於INNOCENCE原石的力量過於強大，所以即使是適合者本身也難以完全控制。因此必須透過科學班將INNOCENCE武器化後才能交由適合者使用。這些武器化後的INNOCENCE就被稱爲裝備型。
例子：拉比的槌子、書人的天針、克勞斯‧馬利安的斷罪者及其它等等。
結晶型
裝備型的進化。是跟適合者的血液交換，然後INNOCENCE從適合者使用武器的部位隨同血液流出並重新構成武器。由於血成為了驱魔师和INNOCENCE之間的媒介，因此能夠獲得比裝備型更強的力量。甚至在損壞時，也可能只需要適合者的血液便可以修復。目前的結晶型繼利娜莉‧李的INNOCENCE之後，神田於阿爾瑪的事件之後INNOCENCE也成為了結晶型。
寄生型
寄生型是人體和INNOCENCE在細胞層上結合，將肉體改變為「對惡魔武器」，平時不發動的話會保持在人體狀態。和裝備型不同，寄生型可說是用人體來作爲抑制INNOCENCE的存在，因此寄生型的威力較強，不過由於INNOCENCE的力量過於強大，寄生型驱魔师的壽命一般較短，同時萬一INNOCENCE遭到破壞，將連同武器化的身體部位一同失去。
因為和INNOCENCE融合的緣故，寄生型適合者可使用INNOCENCE淨化入侵體內的惡魔毒素。
目前寄生型驱魔师包括亞連（左手），亞歷斯特‧柯洛利三世（牙齒）及提摩西（憑神）
獨立型
不需要適合者就可自行發動的INNOCENCE。平時偽裝成人類，解除後全身白色皮膚、胸口有聖潔標記、眼瞳與眼白的顏色是綠色和紅色。
獨立型完全是為了守護「心」而存在，知道心的真正位置所在，千年伯爵稱之為「被隱藏之物（Apocryphos）」。
目前的獨立型INNOCENCE偽裝成樞機主教。
降咎
INNOCENCE若與其適合者的聖潔同步率為0%，或者非適合者強行與INNOCENCE同步會造成失控的現象，並且吞噬其同步對象形成「降咎」。所謂的「咎」是降給非使徒（INNOCENCE的適合者）之罪，與INNOCENCE的同步率在零以下仍要與神同步，此為罪人故形成降咎。這時候由於INNOCENCE的力量完全失控，並以摧毀同步對象而獲取能量，破壞力會變得極為強大到會敵我不分地破壞周遭的東西與人事物，造成「降咎」的同步對象會在24小時以內滅亡，只有在「降咎」的同步對象的生命耗盡或是遭到外部的破壞(例如被惡魔所殺)才能得以停止，即使在「降咎」的同步對象的軀體滅亡時勉強將他們跟INNOCENCE強行分離，還是會使「降咎」的同步對象會在INNOCENCE無法親手結束背叛其主人的情況下接受的最終懲裁中面臨理智已經完全消失與處於腦死的狀態。
一旦「降咎」的適合者消失後，原本隸屬於「降咎」的適合者的INNOCENCE會恢復到原本的正常狀態，藉此尋找新的適合者來進行同步。無論持有INNOCENCE的人是否為適合者，他們一旦嘗試跟INNOCENCE進行同步會遭受各種影響，例如臉色消瘦、憔悴或是耳聾的情況。如果尚未蛻變的人選擇停止最終同步還是有獲救的可能性，然而他們一旦成為墮落者就會必死無疑。
一般來說，適合者的INNOCENCE同步率不可能會低於0%或以下。除非如果不是INNOCENCE持有的非適合者（如已故的適合者與其親屬）的身上試圖強加INNOCENCE，或是教团的驱魔师有背叛神或者INNOCENCE的行为，否則是不可能會發生也降咎的情況。故事系列中，在教团制造驱魔师的实验中(例如人造使徒計劃（第二使徒實驗）)就有许多降咎的案例，因此在教團內只有少數的人知道有關「降咎」的消息，加上驱魔师斯曼在印度遭遇挪亞一族的攻擊，他因為想要再次見到親人的情況下將關於黑色教團「除魔師」以及「派駐在世界各地的搜索隊員們」的情報告訴千年伯爵、惡魔或挪亞一族，結果造成一百四十二名探索班的成員和六名驅魔者因此罹難的情況下而被降咎。
臨界者
所謂臨界者為INNOCENCE與其適合者同步率高於100%臨界點的適合者，同時也是元帥級驅魔師資格的最低限度門檻。亞連在方舟之戰中亦超越100%同步率，成為臨界者。

### 中央廳
黑教團的上級組織，主要以教皇為中心，以信仰為第一優先。活動內容主要以監督與運用教團。

#### 樞機主教
中央廳與黑教團的最高領導者，為教皇的顧問。在黑教團擁有極大的影響力。

#### 鴉
隸屬中央廳的秘密組織，已知戰鬥能力很高。目前知道「鴉」多數用符咒等的能力來進行戰鬥。已知「鴉」的成員有：多克薩、基蕾德莉、剛志、蒂瓦葛、瑪達拉歐、林克

#### 人造使徒計劃
非適合者的人體實驗
是製造驅魔師的實驗，在第二使徒計劃同期或更早期已經開始。在非適合者（不是該INNOCENCE的適合者）的身上強行加入INNOCENCE，或要使非適合者與該INNOCENCE強行同步，嘗試從中製造出驅魔師。根據利娜莉‧李的敍述，她曾經看見一個普通的孩子被迫將INNOCENCE放進身上導致同步失敗變成咎落。後來經過的補充知道這個也是屬於人造使徒計劃。因為利娜莉‧李8歲的時候已經遇到神田，而看見這個實驗計劃的時候是9歲，因此推算這個實驗計劃在第二驅魔人計劃的悲劇後仍然進行。這個實驗計劃是由赫布勒絲把INNOCENCE放進普通人類的體內（例如普通或是已故的適合者的親屬）強迫與INNOCENCE同步。現在因為人造使徒計劃失敗（實驗體最後都變成咎落）已經停止計劃。
第二驱魔师的計劃
在九年前開始的人造使徒計劃，在無法取得任何成果的非適合者的人體實驗過後，教團決定著手把適合者人造化，來維持驅魔師的數量。「第二驅魔師計劃」就是通過把失去戰鬥能力的驅魔師的大腦移植到別的容器裡，嘗試把INNOCENCE的適合權轉移的不人道實驗。計劃中的實驗體，阿爾瑪和神田優就是從這個實驗中所誕生的人造適合者。可是由於其中一名實驗體阿爾瑪的暴走使得46名研究人員因此罹難，造成這個實驗計劃最後以悲劇性的方式收場。
第三驱魔师的計劃
利用第二驅魔師的計劃中的實驗體阿爾瑪與「惡魔卵核」融合，從而製造出阿爾瑪·卡爾瑪這個第一母胎。由於一般人的肉體不能承受「惡魔卵核」的能量，會導致細胞壞死，所以選擇有再生能力的第二驅魔師來與「惡魔卵核」融合。把阿爾瑪·卡爾瑪的細胞複製，並移植到其他人的身上，使他們成為第三驅魔師。第三驅魔師有著要母胎化的使命，當他們體內的阿爾瑪·卡爾瑪細胞通過吸收惡魔而增幅後，就會母胎化。母胎化的的第三驅魔師將被奉獻於神明，而他們的細胞則能用於生出更多的第三驅魔師，該計畫靠著不斷重複過程使對惡魔的戰力能擴大成為拯救世界的基礎。

### 惡魔（AKUMA）
亞連‧沃克曾說過「並非一般概念中的惡魔，而是用這個名詞稱呼的武器，是千年伯爵為了對付人類製造的武器」。如上所述，惡魔是以「機械」、「靈魂」以及「悲劇」為材料所製造出來的惡性武器。
如果說INNOCENCE是白色的，那麼惡魔就是用黑色的存在並以名為「黑暗物質(「DARK MATTER」)」中製造出來的。惡魔的誕生源自於一個生前還活在人間的人類，千年伯爵在人類碰到各種的「悲劇」時會出現並且詢問當事人是否要讓亡者復活的交易。（確切說來，「悲劇」特別指的是人們失去重要之人陷於深陷於恐懼、自責和罪惡感，甚至承受不住深處於地獄、夢魘跟噩夢般的痛苦和深感絕望之中處於自暴自棄的狀態下。例如說是親朋好友、摯愛或是各種自己生命中極為重要的人事物等）若向千年伯爵的特殊機械呼喊亡者的姓名，亡者的靈魂便會囚禁在惡魔的身上，然後會遵從伯爵的命令去殺害召喚他們的人並且偽裝為其外表來殺害人類。
惡魔的象徵标志是倒五芒星，惡魔最初的型態是「黑暗物質」所製作的骷髏型、類似未組裝塑膠模型般的「魔導式軀體」，一旦人類說出他們想要復活的人的名字，亡者的靈魂就會被召回並困在「魔導式軀體」內，無論靈魂是否違背意願、並在有意志力的情況下會聽命於千年伯爵。但令人匪夷所思的是，被召回的靈魂在被植入暗物質骷髏的瞬間，無論是否知曉惡魔或千年伯爵的事情會知道自己復活的具體情況。由於黑教團的守門人偵測惡魔的技術是掃描身軀與檢查骨骼，因此所有進化的惡魔的骨骼仍然隱藏在人類軀體之下。
普通的武器是無法破壞惡魔，除非是靠著INNOCENCE的力量與第三驅魔師的吸收能力（都要取決於惡魔的等級）、惡魔互相吞食彼此或是使惡魔的自爆才能得以破壞與消滅它們。一旦惡魔被徹底破壞之後，被囚禁在其身上的靈魂才能獲得解放並從此獲得安息與救贖的最後機會。不過，只有被INNOCENCE給破壞的惡魔的靈魂才能得到拯救，而且諾亞一族擁有「黑暗物質」的力量似乎可以在不命令惡魔自毀的情況下摧毀它。而且如果是自爆或是被高級惡魔給吸收的惡魔，被囚禁在惡魔內的靈魂會隨著「黑暗物質」的破壞，並且無法獲得救贖與安息的最後機會下伴隨著悲哀而消失。
惡魔之血
惡魔的血液，對人類而言是劇毒的液體，被惡魔之血給入侵會在很快的時間內被侵蝕並且灰飛煙滅。寄生型的驅魔師對惡魔之血是有免疫的，例如：亞連、亞歷斯特‧柯洛利三世及斯曼·達克，裝備型的神田則是特別例子（和他胸口上的梵印有關）。此外，由中國前往江戶途中，拉比被惡魔擊中過在惡魔之血發作前被柯洛利給吸出來而存活。
惡魔的進化
惡魔通過殺戮一定數量的人類與吸取能力時會進化。目前故事系列中已出現過LV1、LV1.5、LV2、LV3、LV4及多頭合體的惡魔。高等級的惡魔擁有更強的能力，在沒有人類可殺戮時，弱肉強食其他低級數的惡魔。恶魔越是进化外型就长得越接近人类，尚未有恶魔等级超越LV4最高上限的设定。
惡魔只要進化就可以獲得新的能力卻同時失去其他能力，而且在戰鬥中通常會比以前更強大，似乎能夠在進化後立即本能地使用其新獲得的能力，儘管從LV3進化到LV4時會需要一小段時間才能發揮全部的實力。
恶魔的種類
LV1恶魔 (レベル 1, Reberu 1)
LV1恶魔的外型是一個漂浮的球形生物，它們没有自己的意识只会服从伯爵和诺亚的命令发射出使各種東西可以加以破壞巨大的特殊致命與劇毒的病毒型子弹。這些槍管具有柔韌性可以彎曲成任何角度，而不會影響射擊的能力。LV1恶魔似乎能夠從臉部下方的開口發射能量束。千年伯爵將這種攻擊稱為「惡魔砲」。LV1恶魔的靈魂擁有其原始形態的身體和服裝。然而LV1恶魔的臉部略微扭曲，脖子上戴著鎖鏈，表達著被困靈魂生前的強烈痛苦和悲傷。
不過有些LV1恶魔可以部分變回其真實型態。這種部分變身與它們的人類偽裝非常相似，但眼睛像一門大砲，皮膚呈現深紫色。LV1恶魔會表現出某種轉變，從人類人格的墮落過渡到LV2級的邪惡人格，這體現出它們對殺戮的痴迷日益加深，因此有些惡魔在人類形態下可能會表現出類似殭屍的行為。 LV1惡魔在完成大量殺戮人類和驅魔師時就會晉升到LV2的惡魔。
LV1.5恶魔
LV1.5級並非實際等級，更像是LV1恶魔的中間點。唯一的區別在於，LV1.5恶魔的外型變得更圓潤，槍管末端露出表面。臉部表情更能展現情緒，發展出LV2恶魔的個性。在動畫中LV1.5恶魔在成功預判並反制亞倫從建築物後方發動的攻擊時，露出瘋癲般的笑容。）它們的子彈還能穿透普通的LV1.恶魔豪鬼子彈無法穿透的障礙物。
LV2恶魔 (レベル 2, Reberu 2)
LV2恶魔擁有自我思考的能力，並且在很大程度上是獨立的，它們的能力變得更强還可以保持人形甚至是变身。儘管仍然對千年伯爵和諾亞一族保持絕對忠誠。然而能夠忽略或推遲直接命令並拒絕執行任務以優先處理自己的事務。 LV2恶魔的靈魂會變得更加腐爛到無法辨認，其靈魂會呈胎兒的姿勢並全身纏著繃帶。 LV2恶魔的臉部特徵通常在頭部或胸部等重要部位與LV1惡魔有些相似。
LV2恶魔的形態各異，大小不一（有些甚至只是簡單的氣體、火焰、玩偶、惡魔宮廷小丑，甚至撲克牌，尤其會變成動物）而且沒有共同的外貌。迄今為止，LV2恶魔是演化史上唯一一個外表各異的階段，因為LV1、LV3、LV4恶魔都保持相同的形狀，即使只有細微的差別也擁有不同的能力，例如複製人的外觀（鏡像）、釋放比普通火焰更傷人的「冰火」、製造空氣之刃、發出破壞性的聲波，以及製造吸收所有接觸到水的氣泡。有些LV2恶魔甚至攜帶現代的武器(例如自導飛彈和各種類似機槍的槍械)並且在殺害足夠多的人類可以進化到LV3惡魔。
LV3惡魔(レベル 3, Reberu 3)
LV3惡魔的外形貌似黑色的骷髅。它們所帶來的改變可能是先前任何階段中最危險的。無論它們在LV2的外觀都變成雙足動物，身高大約8到9英尺高，長著鋒利的鋸齒狀牙齒，穿著看起來像中世紀的盔甲覆蓋大部分的身體。他們的LV1面孔（像人臉的面孔）會戴的面具的下面，劇中利娜莉‧李與LV3惡魔的畫師對決並摧毀他時，畫師的面具逐漸被毀壞的情況之下露出LV1的面孔。LV3惡魔彼此之間唯一的區別是其盔甲的顏色和頭盔設計都是獨一無二的。除此之外它們的力量也得到巨大的提升，不只攻擊力較高而且防御能力更强。有时还可以合體变成超大型的恶魔。
LV3惡魔可以輕鬆對抗多名驅魔師，不只力量和速度大幅提升外通常還擁有極其強大的能力。每个等级3的恶魔都有自己的「黑暗物質」并且还会攻擊與吸收LV1至LV2級的恶魔，LV3的惡魔的靈魂幾乎消失時看起來像一個漂浮的、有眼睛的黑塊。每個LV3惡魔在千年伯爵將與世隔絕的日本江戶作為根據地時很少出現，但在驅魔師越來越強大時迫使千年伯爵親手召喚它們。LV3惡魔進化成 LV4的蛻變似乎比迄今為止見過的任何其他惡魔都要更加真實。但是進化的條件仍尚不清楚。
LV3惡魔似乎被劃分為不同的「類型」。具體類型數量及其對力量的具體影響尚不清楚，但可以猜測像LV3惡魔的畫師這樣的近戰型惡魔的能力並非直接用於戰鬥。例如近戰型的LV3惡魔擁有增加其攻擊目標重力的能力，但該能力無法直接造成傷害和致命性的攻擊，因此近戰型的LV3惡魔的體力和耐久度會有所提升。另一方面，襲擊亞洲分布的LV3惡魔可以被視為更偏向「能力型」，LV3惡魔分解物質的能力與畫師的能力不同可以用來傷害和獵殺目標，因此可以推斷，那些「能力型」的3級惡魔體力比較弱、身體耐久度也較低，因此比畫師這樣的近戰型惡魔更容易受傷。
巨型惡魔
巨型惡魔是許多，LV3惡魔合併形成巨人型惡魔，根據伯爵的說法只要大量的LV3惡魔合體就形成巨型惡魔。它們的皮膚也非常堅硬到使普通的驅魔師很難對它們造成任何的傷害。此外巨型惡魔還能使出一種名為「邪星之歌」的攻擊可以向任何方向發射高速光束。
雖然巨型惡魔擁有巨大的長手臂和巨腿可以直接對目標發動攻擊，也對驅魔師來說仍然是高風險的對手。但是巨型惡魔的動作很笨拙會使目標輕易躲避攻擊，而且似乎缺乏獨立思考的能力，通常聽命於伯爵或諾亞一族。在江戶之戰中，書人對巨型惡魔曾評論過並在看到它們在江戶合體後就說道：“這些愚蠢的機器只不過是組合成一台更大的愚蠢的機器。”
LV4恶魔(レベル 4, Reberu 4) i
LV4恶魔是驅魔師們迄今所知的最強大、最具破壞力的惡魔，其力量甚至超過臨界者的驅魔師。其外型如同肥胖的丑陋、肚子變得肥大般的孩童型的天使，肚子上有一枚黑色的星形圖案，頭頂上方有一個小小的、閉合的橢圓形，形似“光環”，背上長著翅膀，雖然LV4恶魔裡沒有顯示出殘存的人類靈魂但是外型顯然很詭異。LV4恶魔的坚硬程度与强度更上一层。
儘管LV4恶魔的力量強大，但與其他等級的惡魔一樣仍然需要服從千年伯爵與諾亞一族，但與3級惡魔不同點就是不會聽命於守化髏。
最初的LV4恶魔似乎出自一個被維達茲‧索卡羅給擊敗的巨型惡魔之眼，很可能是與其他被摧毀的惡魔的遺體合體後形成的。3級惡魔似乎融合成可怕的肢體和「血肉」的混合體。從中長出有著一個可怕的腫脹的肚子（上面印著數字4）的女性的“軀殼”並且破殼而出。
LV3惡魔與LV4恶魔之間的力量差距巨大，以至於其中一個就能摧毀第五實驗室的大部分設施與癱瘓四位元帥的攻擊。千年伯爵還暗示LV4恶魔是通往比可怕事物更棘手的墊腳石，儘管目前尚不清楚他的意思。

#### 守化髏
守化髏是诺亚一族用脑袋聪明的人施加魔术来进行改造，也是对千年伯爵忠心耿耿的魔导士。守化髏原身為擁有頭腦聰敏的人類，身體非常堅固，能抵禦普通刀槍。它們的外型是身穿黑色大長袍、頭部類似骷髏的人形生物。
守化髏將食指和中指放在目標的額頭上並吟唱一個簡短的咒語，使目標的身體被火焰吞沒，然後在燒焦的遺體上吟唱另一個咒語，一個新的骷髏就會從被燒成灰燼的遺體中誕生。雖然起初守化髏似乎沒有保留任何記憶，即使在恢復記憶或是被破壞繪畫成篩子而消失。
守化髏通常是执行使用魔术的生产、防卫、维护方舟等等技术层面的事务。負責的工作有製造惡魔﹑打掃方舟﹑幫伯爵縫衣服及一般雜務。被魔術改造的守化髏的寿命約兩百年，在方舟战时克劳斯消滅非常多的守化髅，导致在教團總部被入侵時，有许多科學班的科學就被捉去與改造成守化髅拿去填补空缺(其中還包括亞連的好友塔普)。

### 千年伯爵
惡魔的製造者。以「機械」、「靈魂」、「悲劇」製造出惡魔，和惡魔還有挪亞一族一起將世界導向終結。
仲介人
提供「情報」和提供當作惡魔「材料」的人類，換取金錢為此與千年伯爵交易換取利益，不過即使仲介人負責為千年伯爵賣命，也不會保證他們不會被惡魔給襲擊。

### 挪亞一族
據書人及拉比說歷史稱他們為「無痕一族」，自稱是7000年前上帝用洪水（「挪亞大洪水」）毀滅人類時被選中的使徒挪亞的後代，人類最古的使徒，是真正被「神」所選中的人，聲稱驅魔師才是被虛偽的神所選中。擁有深不可測的強大能力，能夠自癒重生和破壞INNOCENCE，但INNOCENCE仍然是他們的弱點。身體流有挪亞的遺傳因子，擁有作為白色（人類）姿態。以及黑色（挪亞）的姿態，身體的特徵是，額頭有十字聖痕，皮膚靠近灰色和褐色。
挪亞一族的人數
共有十三名使徒和原本不應存在的「第14號」，是7000年前使徒挪亞的後代，值得一提7000年前的挪亞並不是一個人來的，而是十三名使徒一起出現的。由於挪亞大洪水後，除了被「心」打敗的第一使徒千年伯爵外，其餘的十二名挪亞作為了第二亞當，成為了現代人類的祖先。所以往後現代人類都是擁有挪亞的遺傳因數，為了保護第一使徒千年伯爵，每個時代裡都會有十二個人由於挪亞的遺傳因數覺醒並挪亞化。
- 第一使徒‧千年伯爵
- 第二使徒‧裁(トライド)
- 第三使徒‧快樂(ジョイド)
- 第四使徒‧欲(デザイア)
- 第五使徒‧智(ワイズリィー)
- 第六使徒‧蝕(フィードラ)
- 第七使徒‧恤(マーシーマ)
- 第八使徒‧怒(ラースラ)
- 第九使徒‧夢(ロード)
- 第十、十一使徒‧絆(ボンドム)
- 第十二使徒‧色(ラストル)
- 第十三使徒‧能(マイトラ)
- 第十四號(前代諾亞使徒基於嘲諷而取的綽號，並不將他視為第十四使徒)

挪亞記憶
為了保護第一使徒千年伯爵，7000年前第二至第十三名使徒的記憶會轉生到十二名挪亞化的人類。十二名挪亞化的人類都各自遺傳了7000年前第二至第十三名使徒的記憶，稱為「挪亞記憶」，記憶中包括7000年前自己的名字。即使遺傳了「挪亞記憶」但十二名挪亞化的人類會無意識地抑壓著記憶，因為自我意識會拒絕被「挪亞記憶」吞噬掉，所以他們不算完全覺醒。只有持續生存了7000年的第一使徒千年伯爵和當中遺傳了7000年前第五使徒“智”記憶的人（這是因為第五使徒有能偷窺腦的魔眼）除外。
挪亞方舟
雖說明為方舟，但外形是由多個立方體組成，完全沒有船的外形。內部是類似南歐風格的城市，城市內有林林總總的房子。「奏者」可透過挪亞方舟在自己去過的地方展開傳送門，傳送門是與挪亞方舟的房子的門是互相連接著的，人們可以透過進入傳送門瞬間轉移到挪亞方舟的內部，再經其他房子的門到其所連接著的傳送門，到該傳送門展開的地方，而且方舟還擁有好幾個被稱為「房間」的空間——惡魔製造工場、「第14號」的祕密房間（謎之鋼琴房）等。
方舟暫時共有兩艘，分別是亞連操縱的舊方舟和千年伯爵開拓的新方舟。
舊方舟
7000年前大洪水中的挪亞一族所使用過的船。後來受「第14號」的詛咒，弄得方舟出了好多毛病，「第14號」更把「奏者」的資格交給別人，使舊方舟的主體從此停留在日本江戶不能脫離，只有繼承「第14號」的「奏者資格」的人才能解除江戶連結，但傳送門的功能仍然能使用。
由繼承奏者資格的亞連重新啟動，解除江戶連結後目前主體在舊本部上空。舊方舟由於受「第14號」的詛咒一直不能離開江戶，所以被千年伯爵所放棄，在把舊方舟下載到新方舟時，亞連等人（神田、拉比、柯洛利和喬治）跟隨被千年伯爵拉到舊方舟的莉娜麗，進入到舊方舟內部。在下載期間，每下載完一個地方到新方舟，該地方便會崩毀，吸進次元隙縫，然後毀滅。千年伯爵本想把莉娜麗拉到舊方舟，與舊方舟一起吸進次元隙縫，然後毀滅，但卻意外把亞連等人都拉到舊方舟。最後舊方舟下載到最後一個房間惡魔製造工場（存放「惡魔之卵」的地方）時，被擁有「奏者資格」的亞連，找到了「第14號」的祕密房間並成功終止下載和毀滅程式，把先前被摧毀的地方復原。舊方舟現由擁有「奏者資格」的亞連操作，但控制權則是「黑教團」的高層。
新方舟
舊方舟由於受的詛咒不能離開江戶，所以千年伯爵製造新方舟來取代舊方舟。新方舟由千年伯爵掌管。這方舟都擁有一個和舊方舟的「謎之鋼琴房」相似的「房間」。
奏者
對挪亞方舟有著重大影響的人。昔日的奏者第14號背叛了千年伯爵，將奏者的資格交給其他人，而遭到殺害。因此，舊有的挪亞方舟失去了奏者而無法啟動，一度逗留在日本的江戶，後來由擁有「奏者資格」的亞連和迪姆恰比重新啟動。* 現存的奏者只有千年伯爵、長子蘿特‧賈梅托以及亞連‧沃克。所以，製造新的挪亞方舟的時候，由蘿特重新下載舊有的挪亞方舟程式。

## 出版書籍

### 漫畫
| 集數 | 日文標題 | 台灣標題         | 香港標題         | 集英社         | 集英社                 | 東立出版社     | 東立出版社             | 文化傳信       | 文化傳信               |
| 集數 | 日文標題 | 台灣標題         | 香港標題         | 發售日期       | ISBN                   | 發售日期       | ISBN                   | 發售日期       | ISBN                   |
| ---- | -------- | ---------------- | ---------------- | -------------- | ---------------------- | -------------- | ---------------------- | -------------- | ---------------------- |
| 1    |          | opening          | opening          | 2004年10月4日  | ISBN 4-08-873691-5     | 2005年6月22日  | ISBN 986-11-6956-3     | 2005年6月      | ISBN 962-8881-68-X     |
| 2    |          | 土翁與空夜的旋律 | 土翁和靜夜的旋律 | 2004年12月27日 | ISBN 4-08-873760-1     | 2005年7月6日   | ISBN 986-11-6957-1     | 2005年7月      | ISBN 962-8896-16-4     |
| 3    |          | 逆轉之城         | 重新的市鎮       | 2005年3月4日   | ISBN 4-08-873784-9     | 2005年8月11日  | ISBN 986-11-6958-X     | 2005年8月      | ISBN 962-8896-51-2     |
| 4    |          | 元帥的危機       | 元帥告急         | 2005年5月2日   | ISBN 4-08-873810-1     | 2005年9月26日  | ISBN 986-11-7161-4     | 2005年9月      | ISBN 962-8896-52-0     |
| 5    |          | 預感             | 預感             | 2005年7月4日   | ISBN 4-08-873832-2     | 2005年10月20日 | ISBN 986-11-7272-6     | 2005年9月      | ISBN 962-8896-69-5     |
| 6    |          | 削除             | DELETE           | 2005年10月4日  | ISBN 4-08-873865-9     | 2005年12月30日 | ISBN 986-11-7790-6     | 2005年12月     | ISBN 962-8925-24-5     |
| 7    |          | 時之破壞者       | 時間破壞者       | 2005年12月26日 | ISBN 4-08-873888-8     | 2006年2月10日  | ISBN 986-11-7791-4     | 2006年2月      | ISBN 962-8925-87-3     |
| 8    |          | 訊息             | 訊息             | 2006年7月4日   | ISBN 4-08-874029-7     | 2006年10月12日 | ISBN 986-11-7894-3     | 2006年10月31日 | ISBN 962-8945-62-9     |
| 9    |          | 我們的希望       | 我們的希望       | 2006年11月2日  | ISBN 4-08-874293-1     | 2006年11月25日 | ISBN 986-11-8808-9     | 2006年12月23日 | ISBN 962-8946-71-4     |
| 10   |          | Noah's Memory    | 挪亞記憶         | 2007年2月2日   | ISBN 978-4-08-874318-9 | 2007年4月25日  | ISBN 978-986-11-8809-6 | 2007年4月24日  | ISBN 978-962-8964-46-8 |
| 11   |          | 深紅的舞台       | 嫣紅的舞台       | 2007年5月2日   | ISBN 978-4-08-874341-7 | 2007年7月18日  | ISBN 978-986-11-9721-0 | 2007年8月8日   | ISBN 978-962-8964-99-4 |
| 12   |          | Poker            | Poker            | 2007年8月3日   | ISBN 978-4-08-874403-2 | 2007年9月20日  | ISBN 978-986-11-9722-7 | 2007年9月      | ISBN 978-962-8987-16-0 |
| 13   |          | 闇吟             | 闇之聲           | 2007年12月4日  | ISBN 978-4-08-874435-3 | 2007年12月30日 | ISBN 978-986-10-1157-8 | 2008年1月      | ISBN 978-962-8988-01-3 |
| 14   |          | 等大家回來       | 要是大家回來     | 2008年3月4日   | ISBN 978-4-08-874486-5 | 2008年4月15日  | ISBN 978-986-10-1158-5 | 2008年4月      | ISBN 978-962-8988-66-2 |
| 15   |          | 本部襲擊         | 襲擊總部         | 2008年6月4日   | ISBN 978-4-08-874528-2 | 2008年7月30日  | ISBN 978-986-10-1572-9 | 2008年8月4日   | ISBN 978-988-8007-36-3 |
| 16   |          | next stage       | next stage       | 2008年9月4日   | ISBN 978-4-08-874566-4 | 2008年10月30日 | ISBN 978-986-10-2054-9 | 2008年10月     | ISBN 978-988-8008-12-4 |
| 17   |          | 真面目           | 正體             | 2008年12月4日  | ISBN 978-4-08-874605-0 | 2009年1月15日  | ISBN 978-986-10-2554-4 | 2009年2月      | ISBN 978-988-8008-98-8 |
| 18   |          | 孤單男孩         | Lonely Boy       | 2009年6月4日   | ISBN 978-4-08-874642-5 | 2009年7月30日  | ISBN 978-986-10-2977-1 | 2009年8月      | ISBN 978-988-8024-97-1 |
| 19   |          | 聖戰之血         | 聖戰之血         | 2009年12月4日  | ISBN 978-4-08-874675-3 | 2010年2月10日  | ISBN 978-986-10-3936-7 | 2010年2月10日  | ISBN 978-988-8049-41-7 |
| 20   |          | 猶大的呼聲       | 猶大的呼喊       | 2010年6月4日   | ISBN 978-4-08-874764-4 | 2010年8月2日   | ISBN 978-986-10-5939-6 | 2010年7月30日  | ISBN 978-988-8050-33-8 |
| 21   |          | LITTLE GOODBYE   | Little Goodbye   | 2010年12月3日  | ISBN 978-4-08-870133-2 | 2011年1月24日  | ISBN 978-986-10-6886-2 | 2011年1月      | ISBN 978-988-8091-50-8 |
| 22   |          | Fate             | Fate             | 2011年6月8日   | ISBN 978-4-08-870240-7 | 2011年8月1日   | ISBN 978-986-10-8003-1 | 2011年7月      | ISBN 978-988-8112-81-4 |
| 23   |          | 前進之人         | 邁出步伐的人     | 2012年4月9日   | ISBN 978-4-08-870392-3 | 2012年7月20日  | ISBN 978-986-10-9984-2 | 2012年7月30日  | ISBN 978-988-8114-50-4 |
| 24   |          | 待在你身邊       | 陪伴你身邊       | 2013年11月1日  | ISBN 978-4-08-870539-2 | 2014年1月13日  | ISBN 978-986-337-747-4 | 2014年1月31日  | ISBN 978-988-8196-29-6 |
| 25   |          | 他忘了愛         | 他忘記了愛       | 2016年6月3日   | ISBN 978-4-08-880635-8 | 2016年8月22日  | ISBN 978-986-470-527-6 | 2016年8月31日  | ISBN 978-988-8405-20-6 |
| 26   |          | 秘密與亡骸       |                  | 2019年2月4日   | ISBN 978-4-08-881712-5 | 2019年5月15日  | ISBN 978-957-26-2888-1 |                |                        |
| 27   |          | 紅手與小丑       |                  | 2020年8月4日   | ISBN 978-4-08-882389-8 | 2021年1月11日  | ISBN 978-957-26-5702-7 |                |                        |
| 28   |          | 紅手與瑪納       |                  | 2022年10月9日  | ISBN 978-4-08-883268-5 | 2023年6月2日   | ISBN 978-626-347-466-6 |                |                        |
| 29   |          |                  |                  | 2025年7月9日   | ISBN 978-4-08-884330-8 |                |                        |                |                        |

### 公式書
| 日文標題 | 中文標題           | 集英社        | 集英社                 | 東立出版社    | 東立出版社             |
| 日文標題 | 中文標題           | 發售日期      | ISBN                   | 發售日期      | ISBN                   |
| -------- | ------------------ | ------------- | ---------------------- | ------------- | ---------------------- |
|          | 灰色聖櫃           | 2008年6月4日  | ISBN 978-4-08-874248-9 | 2010年8月20日 | ISBN 978-986-10-3865-0 |
|          | 驅魔少年角色排行書 | 2011年7月14日 | ISBN 978-4-08-870268-1 | 2013年2月8日  | ISBN 978-986-324-067-9 |
|          | 灰色的記錄         | 2017年8月4日  | ISBN 978-4-08-880848-2 | 2018年8月30日 | ISBN 978-957-26-0254-6 |

### 輕小說
日版輕小說作者是城崎火也，星野桂負責插圖，為單元故事。2005年5月30日至2010年12月3日共出版3本。很特殊的例子，以漫畫為出發點的輕小說突破30萬本。台灣於2008年8月發行中文版本。
- （踏上旅途的聖職者）
  - 2005年5月30日發行（ISBN 978-4-08-703156-0）。
  - 台灣版2008年8月7日發行（ISBN 978-986-10-2188-1）。
- 講述艾倫尋找黑色教團在英國的事宜、與艾倫相遇前的神田和白燦的狂想。
- 1.踏上旅途的聖職者 2.魔女棲息的村落 3.白燦狂想曲
- （第四十九號的名字）
  - 2006年7月4日發行（ISBN 978-4-08-703165-2）
  - 台灣版2008年9月11日發行（ISBN 978-986-10-2189-8）。
- 第一個故事是以童話風格描述千年伯爵的生活、第二是關於拉比嚴肅的戰鬥和最後一個挺搞笑的喜劇。
- 1.1000個悲劇 2.第四十九號的名字 3.黑色教團同歡派對
- D.Gray-man（Reverse3） Lost Fragment of Snow
  - 2010年12月3日發行（ISBN 978-4-08-703232-1）
  - 台灣版2011年5月12日發行（ISBN 978-986-10-7800-7）。
- 內容包含了蠟花、以及艾倫及馬拿的兩段故事
- 1.少女狂想曲  2.Lost Fragment of Snow

## 電視動畫

### 第1作
日本於2006年10月3日至2008年9月30日播放共103集。每週星期二晚上6:00起於日本東京電視網播放。

#### 製作人員
- 原作：星野桂（集英社刊｢週刊少年ジャンプ（JUMP）｣連載）
- Executive Producer：朝賀定夫（TV TOKYO）·遠谷信幸（dentsu）·坂口紀和（集英社）·加藤俊三〈TMS〉
- 系列構成：吉田玲子
- 角色設計：守岡英行
- Design works：森木靖泰
- 美術監督：古賀徹（スタジオユニ）
- 色彩設計：手嶋明美（Wish）
- 攝影監督：土田栄治
- 編集：長坂智樹（JAY FILM）
- 音楽：和田薫
- 音響監督：中野徹
- Sound design：浦畑将（サウンドガーデン）
- 録音制作：HALF H·P STUDIO
- 音楽 Producer：鎌形英一、佐野弘明
- 音楽制作/協力：ソニーミュージックエンタテインメント､アニプレックス､TV TOKYO MUSIC
- プロデューサー：東不可止（TV TOKYO）、小熊晃代（dentsu）、鶴木洋介（TMS）
- 監督：鍋島修
- 製作：TV TOKYO、dentsu、トムス·エンタテインメント
- (C)星野桂/集英社·TV TOKYO·dentsu·TMS

#### 主題曲
片頭曲
「INNOCENT SORROW」（第1話～第25話）
作詞：西川貴教，作曲：柴崎浩，歌、編曲：abingdon boys school
「Brightdown」（第26話～第51話）
作詞、作曲：藤末樹，編曲：nishi-ken，歌：玉置成實
「Doubt & Trust ～ダウト&トラスト～」（第52話～第76話）
作詞：井上秋緒，作曲：淺倉大介，歌：access
「激動」（第77話～第103話）
作詞、作曲：TAKUYA∞，編曲：UVERworld、平出悟，歌：UVERworld
片尾曲
「SNOW KISS」（第1話～第13話）
作詞：，作曲：、伊藤孝氣，歌：NIRGILIS
「Pride of Tomorrow」（第14話～第25話）
作詞：立田野純，作曲：，歌：JUNE
（第26話～第38話）
作詞：椎名慶治，作曲：原一博，歌：surface
（第39話～第51話）
作曲：山口寬雄，歌、作詞：北出菜奈
「あなたがここにいる理由」（第52話～第64話）
歌、作詞、作曲：Rie fu
「Wish」（第65話～第76話）
作曲：Shinichiro Murayama，歌、作詞：Sowelu
「regret」（第77話～第89話）
歌、作詞、作曲：星村麻衣
「Changin'」（第90話～第103話）
作詞：、mavie，作曲、編曲：，歌：
插入曲
(旋律之中)
演唱者：小林沙苗  作詞：星野桂  作曲：和田薰

#### 配音員
- ：小林沙苗
- 神田優：櫻井孝宏
- ：伊藤靜
- 拉比：鈴村健一
- ：東地宏樹
- 書人：青野武
- ：豐口惠
- ：岩田光央
- ：小西克幸
- ：置鮎龍太郎
- 千年伯爵：瀧口順平
- ：清水愛
- ：森川智之
- ：三宅健太
- ：齋賀光希
- ：森久保祥太郎
- ：三木真一郎
- ：富永美衣奈
- 李佳：福山潤
- 蠟花：坂本真綾
- 希輔：下野紘

#### 各話列表
| 話數  | 日文標題 | 中文標題             | 腳本       | 分鏡              | 演出       | 作畫監督              | 播放日期       | 改編原作                 |
| 第1季 | 第1季    | 第1季                | 第1季      | 第1季             | 第1季      | 第1季                 | 第1季          | 第1季                    |
| ----- | -------- | -------------------- | ---------- | ----------------- | ---------- | --------------------- | -------------- | ------------------------ |
| 1     |          | 狩獵惡魔的少年       | 吉田玲子   | 鍋島修            | 原田奈奈   | 福田紀之              | 2006年 10月3日 | 第1夜                    |
| 2     |          | 黑色教團             | 吉田玲子   | 香川豊            | 熨斗谷充孝 | 岩佐裕子              | 10月10日       | 第5夜 - 第7夜            |
| 3     |          | 聖母之地的亡靈       | 浦畑達彥   | 本多康之          | 小野田雄亮 | 南伸一郎              | 10月17日       | 第8夜 - 第10夜           |
| 4     |          | 土翁與靜夜的旋律     | 浦畑達彥   | 栗本宏志          | 栗本宏志   | 伊藤秀樹 町田真一     | 10月24日       | 第11夜 - 第13夜          |
| 5     |          | 讓我聽聽搖籃曲       | 浦畑達彥   | 篠崎康行          | 篠崎康行   | 秦野好紹              | 10月31日       | 第14夜 - 第16夜          |
| 6     |          | 召喚災難的東西       | 上代務     | 鍋島修            | 原田奈奈   | 平山智                | 11月7日        | 第2夜 - 第4夜            |
| 7     |          | 記憶的墓碑           | 上代務     | 四谷光宏 伊魔崎齋 | 熨斗谷充孝 | 齊藤和也              | 11月14日       | 第2夜 - 第4夜            |
| 8     |          | 黑色教團毀滅事件！？ | 高橋ナツコ | 香川豊            | 小野田雄亮 | ふくだのりゆき        | 11月21日       | 第17夜・第18夜           |
| 9     |          | 重新的市鎮           | 吉田玲子   | 山本靖貴          | 原田奈奈   | 南伸一郎              | 11月28日       | 第19夜 - 第26夜          |
| 10    |          | 不幸女人的聖潔       | 吉田玲子   | 栗本宏志          | 栗本宏志   | 町田真一 伊藤秀樹     | 12月5日        | 第19夜 - 第26夜          |
| 11    |          | 美蘭達·諾度的想法    | 浦畑達彦   | 三浦和也          | 原田奈奈   | 岩佐裕子              | 12月12日       | 第19夜 - 第26夜          |
| 12    |          | 然後飄雪的街道…      | 浦畑達彦   | 本多康之          | 熨斗谷充孝 | 芝美奈子              | 12月19日       | 第19夜 - 第26夜          |
| 13    |          | 與團服同在           | 高橋奈津子 | 鍋島修            | 原田奈奈   | 齊藤和也 服部憲知     | 12月26日       | 第27夜 - 第28夜          |
| 14    |          | 復活之葉             | 吉田玲子   | 香川豊            | 香川豊     | 秦野好紹              | 2007年 1月9日  | 動畫原創                 |
| 15    |          | 暴風雪的盡頭         | 吉田玲子   | 隆一郎            | 三浦和也   | 芝美奈子              | 1月16日        | 動畫原創                 |
| 16    |          | 千年之劍士           | 上代務     | 西澤晋            | 原田奈奈   | 岩佐裕子 秋田英人     | 1月23日        | 第30夜+動畫原創          |
| 17    |          | 劍士們的尊嚴         | 上代務     | 西澤晋            | 熨斗谷充孝 | 青野厚司              | 1月30日        | 動畫原創                 |
| 18    |          | 李利鳴的戀愛         | 山田健一   | 鍋島修            | 原田奈奈   | 服部憲知              | 2月6日         | 動畫原創                 |
| 19    |          | 古城的吸血鬼         | 浦畑達彥   | 岩間貴            | 剛田隼人   | 南伸一郎              | 2月13日        | 第31夜 - 第40夜          |
| 20    |          | 加油驅魔師大人       | 浦畑達彥   | 江上潔            | 向後知一   | 秦野好紹              | 2月20日        | 第31夜 - 第40夜          |
| 21    |          | 克勞利、襲擊         | 浦畑達彥   | 香川豊            | 原田奈奈   | 小山知洋              | 2月27日        | 第31夜 - 第40夜          |
| 22    |          | 艾莉亞迪的真相       | 浦畑達彥   | 武内宣之          | 栗本宏志   | 町田真一 伊藤秀樹     | 3月6日         | 第31夜 - 第40夜          |
| 23    |          | 我深愛過的吸血鬼     | 浦畑達彥   | 江上潔            | 熨斗谷充孝 | 岩佐裕子              | 3月13日        | 第31夜 - 第40夜          |
| 24    |          | 克勞利的起程         | 山田健一   | 岩間貴            | 原田奈奈   | 服部憲知              | 3月20日        | 第41夜 - 第42夜+動畫原創 |
| 25    |          | 元帥的鎖鏈           | 上代務     | 大庭秀昭          | 三浦和也   | 南伸一郎              | 3月27日        | 動畫原創                 |
| 26    |          | 導向終結的開幕       | 吉田玲子   | 鍋島修            | 原田奈奈   | 齋藤和也 小山知洋     | 4月3日         | 動畫原創＋第29夜         |
| 27    |          | 我的師父、古諾斯元帥 | 上代務     | 伊魔崎齋 四谷光宏 | 熨斗谷充孝 | 芝美奈子 中本尚子     | 4月10日        | 動畫原創                 |
| 28    |          | 驅魔師·克勞利        | 山田健一   | 栗本宏志          | 栗本宏志   | 町田真一 伊藤秀樹     | 4月17日        | 動畫原創                 |
| 29    |          | 出賣靈魂的人·前篇    | 上代務     | 江上潔            | 剛田隼人   | 秦野好紹              | 4月24日        | 官方小說                 |
| 30    |          | 出賣靈魂的人·後篇    | 上代務     | 岩間貴            | 三浦和也   | 南伸一郎              | 5月1日         | 官方小說                 |
| 31    |          | 迷路的美蘭達         | 吉田玲子   | 香川豊            | 原田奈奈   | 津熊健德              | 5月8日         | 動畫原創                 |
| 32    |          | 神秘的幽靈船         | 山田健一   | 大庭秀昭          | 大庭秀昭   | 小山知洋              | 5月15日        | 動畫原創                 |
| 33    |          | 魔女棲息的村落·前篇  | 浦畑達彦   | 江上潔            | 熨斗谷充孝 | 中本尚子 原田幸枝     | 5月22日        | 官方小說                 |
| 34    |          | 魔女棲息的村落·後篇  | 浦畑達彦   | 本多康之          | 栗本宏志   | 町田真一 伊藤秀樹     | 5月29日        | 官方小說                 |
| 35    |          | 等待著風的驅魔人     | 上代務     | 香川豊            | 原田奈奈   | 秦野好紹              | 6月5日         | 動畫原創                 |
| 36    |          | 黑暗的序幕           | 笠原邦暁   | 江上潔            | 三浦和也   | 南伸一郎              | 6月12日        | 動畫原創                 |
| 37    |          | 鄰人之鐘～狄沙巴里～ | 吉田玲子   | 岩間貴            | 若林漢二   | とみながまり          | 6月19日        | 動畫原創                 |
| 38    |          | 科羅·迪艾度魯        | 浦畑達彥   | 江上潔            | 熨斗谷充孝 | 津熊健德              | 6月26日        | 動畫原創+第43夜          |
| 39    |          | 沉默的棺材           | 浦畑達彥   | 隆一郎            | 大庭秀昭   | 小山知洋              | 7月3日         | 動畫原創+第43夜 - 第44夜 |
| 40    |          | 鎮魂的薔薇           | 笠原邦曉   | 鍋島修            | 原田奈奈   | 中本尚子 原田幸枝     | 7月10日        | 動畫原創                 |
| 41    |          | 新的刺客             | 上代務     | 梅本唯            | 栗本宏志   | 伊藤秀樹 町田真一     | 7月17日        | 動畫原創                 |
| 42    |          | 黑貓的陷阱           | 吉田玲子   | 本多康之          | 若林漢二   | 南伸一郎              | 7月24日        | 動畫原創                 |
| 43    |          | 徬徨的石像           | 浦畑達彥   | 江上潔            | 原田奈奈   | 岩佐裕子              | 7月31日        | 動畫原創                 |
| 44    |          | 鐵扇的侍女           | 山田健一   | 大庭秀昭          | 大庭秀昭   | 小山知洋              | 8月7日         | 動畫原創                 |
| 45    |          | 奇妙之館             | 砂山藏澄   | 江上潔            | 熨斗谷充孝 | 津熊健德              | 8月14日        | 動畫原創                 |
| 46    |          | 白銀的幻影           | 上代務     | 香川豊            | 原田奈奈   | 中本尚 原田幸枝       | 8月21日        | 動畫原創                 |
| 47    |          | 水晶的少女           | 浦畑達彥   | 栗本宏志          | 栗本宏志   | 伊藤秀樹 町田真一     | 8月28日        | 動畫原創                 |
| 48    |          | 動搖的適合者         | 浦畑達彥   | 本多康之          | 若林漢二   | とみながまり          | 9月4日         | 動畫原創                 |
| 49    |          | 路露·比魯大人的鈴鐺  | 吉田玲子   | 大庭秀昭          | 大庭秀昭   | 清山滋崇              | 9月11日        | 動畫原創                 |
| 50    |          | 專一的想法           | 吉田玲子   | 鍋島修            | 原田奈奈   | 岩佐裕子              | 9月18日        | 動畫原創                 |
| 51    |          | 起航、往東面         | 上代務     | 隆一郎            | 熨斗谷充孝 | 小山知洋              | 9月25日        | 第44夜 - 第56夜          |
| 第2季 |          |                      |            |                   |            |                       |                |                          |
| 52    |          | 來襲                 | 砂山藏澄   | 江上潔            | 栗本宏志   | 津熊健德              | 2007年 10月2日 | 第44夜 - 第56夜          |
| 53    |          | 咎落                 | 浦畑達彥   | 梅本唯            | 伊藤秀樹   | 町田真一 伊藤秀樹     | 10月9日        | 第44夜 - 第56夜          |
| 54    |          | 終結晚上的開始       | 浦畑達彥   | 大庭秀昭          | 大庭秀昭   | 中本尚子 原田幸枝     | 10月16日       | 第44夜 - 第56夜          |
| 55    |          | 叫喚                 | 大久保智康 | 香川豊            | 原田奈奈   | 清山滋崇              | 10月23日       | 第44夜 - 第56夜          |
| 56    |          | 刪除                 | 大久保智康 | 本多康之          | 熨斗谷充孝 | 岩佐裕子              | 10月30日       | 第44夜 - 第56夜          |
| 57    |          | 消失與再會           | 山田健一   | 江島泰男          | 江島泰男   | 南伸一郎              | 11月6日        | 第57夜 - 第72夜          |
| 58    |          | 亞洲支部             | 吉田玲子   | 隆一郎            | 原田奈奈   | 小山知洋              | 11月13日       | 第57夜 - 第72夜          |
| 59    |          | 誓約之道             | 砂山藏澄   | 井上修            | 神原敏昭   | 伊藤秀樹 町田真一     | 11月20日       | 第57夜 - 第72夜          |
| 60    |          | 題名 -TITLE-         | 浦畑達彦   | 江上潔            | 栗本宏志   | とみながまり          | 11月27日       | 第57夜 - 第72夜          |
| 61    |          | 陷入黑暗             | 浦畑達彦   | 西澤晋            | 原田奈奈   | 中本尚子 原田幸枝     | 12月4日        | 第57夜 - 第72夜          |
| 62    |          | 墮進黑暗的聖女       | 大久保智康 | 本多康之          | 熨斗谷充孝 | 菅野智之              | 12月11日       | 第57夜 - 第72夜          |
| 63    |          | 該回船上的少女沒回來 | 山田健一   | 大庭秀昭          | 大庭秀昭   | 岩佐裕子              | 12月18日       | 第73夜 - 第76夜          |
| 64    |          | 訊息                 | 山田健一   | 栗本宏志          | 栗本宏志   | 南伸一郎              | 12月25日       | 第73夜 - 第76夜          |
| 65    |          | 登陸                 | 砂山藏澄   | 井上修            | 神原敏昭   | 町田真一              | 2008年 1月8日  | 第77夜 - 第80夜+動畫原創 |
| 66    |          | 困惑與焦躁           | 大久保智康 | 江上潔            | 原田奈奈   | 小山知洋              | 1月15日        | 第77夜 - 第80夜+動畫原創 |
| 67    |          | 往江戶               | 山田健一   | 大庭秀昭          | 大庭秀昭   | 中本尚 原田幸枝       | 1月22日        | 第77夜 - 第80夜+動畫原創 |
| 68    |          | 沉默                 | 大久保智康 | 江上潔            | 栗本宏志   | 小山知洋 菅野智之     | 1月29日        | 第77夜 - 第80夜+動畫原創 |
| 69    |          | 入侵                 | 浦畑達彦   | 本多康之          | 原田奈奈   | 岩佐裕子              | 2月5日         | 第81夜 - 第82夜          |
| 70    |          | 神之道化             | 吉田玲子   | 隆一郎            | 熨斗谷充孝 | 南伸一郎              | 2月12日        | 第83夜 - 第86夜          |
| 71    |          | 被記下的名字         | 吉田玲子   | 井上修            | 神原敏昭   | 町田真一              | 2月19日        | 第83夜 - 第86夜          |
| 72    |          | 帝都決戰             | 砂山藏澄   | 江上潔            | 栗本宏志   | 小山知洋              | 2月26日        | 第86夜 - 第87夜          |
| 73    |          | 神田、參戰           | 山田健一   | 香川豊            | 大庭秀昭   | 中本尚 原田幸枝       | 3月4日         | 第86夜 - 第87夜          |
| 74    |          | 江戶滅亡             | 浦畑達彦   | 本多康之          | 原田奈奈   | とみながまり          | 3月11日        | 第87夜 - 第88夜          |
| 75    |          | 小丑與傻瓜           | 大久保智康 | 江島泰男          | 原田奈奈   | 岩佐裕子 菅野智之     | 3月18日        | 動畫原創 + 第89夜        |
| 76    |          | 鎖匙與挪亞的門       | 山田健一   | 後藤圭二          | 菅原靜貴   | 松本健太郎            | 3月25日        | 第90夜 - 第97夜          |
| 77    |          | 舒堅·保靈古·房間     | 浦畑達彥   | 井上修            | 神原敏昭   | 町田真一              | 4月1日         | 第90夜 - 第97夜          |
| 78    |          | 禁忌、三幻式         | 浦畑達彥   | 江上潔            | 熨斗谷充孝 | 南伸一郎              | 4月8日         | 第90夜 - 第97夜          |
| 79    |          | 挪亞們的記憶         | 浦畑達彥   | 隆一郎            | 原田奈奈   | 小山知洋              | 4月15日        | 第90夜 - 第97夜          |
| 80    |          | 雙人傷害             | 吉田玲子   | 大庭秀昭          | 大庭秀昭   | 中本尚 原田幸枝       | 4月22日        | 動畫原創 + 第98夜        |
| 81    |          | 債務危機             | 大久保智康 | 江上潔            | 栗本宏志   | 菅野智之              | 4月29日        | 動畫原創 + 第99夜        |
| 82    |          | Bad Game             | 山田健一   | 本多康之          | 原田奈奈   | 岩佐裕子 とみながまり | 5月6日         | 第100夜 - 第110夜        |
| 83    |          | 積斯迪比、登場       | 砂山藏澄   | 井上修            | 神原敏昭   | 町田真一              | 5月13日        | 第100夜 - 第110夜        |
| 84    |          | 血色克勞利           | 大久保智康 | 江上潔            | 栗本宏志   | 南伸一郎              | 5月20日        | 第100夜 - 第110夜        |
| 85    |          | 黑暗狂想曲           | 山田健一   | 隆一郎            | 原田奈奈   | 小山知洋              | 5月27日        | 第111夜-第113夜          |
| 86    |          | 弱者                 | 浦畑達彦   | 大庭秀昭          | 大庭秀昭   | 中本尚 原田幸枝       | 6月3日         | 第114夜-第116夜          |
| 87    |          | 臨界者               | 砂山藏澄   | 江上潔            | 小野田雄亮 | 菅野智之              | 6月10日        | 第117夜-第119夜          |
| 88    |          | 拉比                 | 大久保智康 | 本多康之          | 原田奈奈   | 岩佐裕子 とみながまり | 6月17日        | 第119夜-第121夜          |
| 89    |          | 闇之聲               | 山田健一   | 井上修            | 神原敏昭   | 町田真一              | 6月24日        | 第122夜-第123夜          |
| 90    |          | 黑色嘉年華           | 浦畑達彦   | 江上潔            | 栗本宏志   | 南伸一郎              | 7月1日         | 第124夜                  |
| 91    |          | 審判                 | 吉田玲子   | 島津裕行          | 原田奈奈   | 小山知洋              | 7月8日         | 第125夜-第130夜          |
| 92    |          | 奏者的影子           | 大久保智康 | 大庭秀昭          | 大庭秀昭   | 菅野智之              | 7月15日        | 第131夜-第134夜          |
| 93    |          | 旋律                 | 山田健一   | 江上潔            | 小野田雄亮 | 岩佐裕子 中本尚       | 7月22日        | 第131夜-第134夜          |
| 94    |          | 歸鄉                 | 砂山藏澄   | 本多康之          | 原田奈奈   | とみながまり          | 7月29日        | 第135夜                  |
| 95    |          | 羊和犬               | 浦畑達彥   | 井上修            | 神原敏昭   | 町田真一              | 8月5日         | 第136夜-第137夜          |
| 96    |          | 前進的時針           | 大久保智康 | 江上潔            | 栗本宏志   | 高橋敦子 原田幸枝     | 8月12日        | 第138夜                  |
| 97    |          | 襲擊總部             | 山田健一   | 島津裕行          | 原田奈奈   | 南伸一郎              | 8月19日        | 第139夜-第144夜          |
| 98    |          | 元帥的力量           | 砂山藏澄   | 本多康之          | 原田奈奈   | 小山知洋              | 8月26日        | 第139夜-第144夜          |
| 99    |          | 色的挪亞             | 大久保智康 | 大庭秀昭          | 大庭秀昭   | 菅野智之              | 9月2日         | 第139夜-第144夜          |
| 100   |          | LEVEL 4              | 浦畑達彥   | 江上潔            | 小野田雄亮 | 小山知洋              | 9月9日         | 第145夜-第147夜          |
| 101   |          | 致我最討厭的神       | 山田健一   | 井上修            | 神原敏昭   | 町田真一              | 9月16日        | 第148夜-第151夜          |
| 102   |          | 約定的話             | 砂山藏澄   | 本多康之          | 原田奈奈   | とみながまり 中本尚   | 9月23日        | 第152夜-第154夜          |
| 103   |          | 銘記於心的漫長清晨   | 吉田玲子   | 鍋島修            | 鍋島修     | 岩佐裕子              | 9月30日        | 第155夜-第158夜          |

#### D.Gray小劇場
動畫版由第52話開始，於「次回予告」後加插一段十多秒的，用以緩和第52話後的故事情節發展。

#### 播放單位
| 播放地區       | 播放電視台     | 播放日期                                                         | 播放時間（UTC+9）                                 | 所屬聯播網     | 備註                                                                                 |
| -------------- | -------------- | ---------------------------------------------------------------- | ------------------------------------------------- | -------------- | ------------------------------------------------------------------------------------ |
| 關東廣域圈     | 東京電視台     | 2006年10月3日 - 2008年9月30日                                    | 週二 18:00 - 18:30                                | 東京電視台系列 | 製作局                                                                               |
| 大阪府         | 大阪電視台     | 2006年10月3日 - 2008年9月30日                                    | 週二 18:00 - 18:30                                | 東京電視台系列 |                                                                                      |
| 愛知縣         | 愛知電視台     | 2006年10月3日 - 2008年9月30日                                    | 週二 18:00 - 18:30                                | 東京電視台系列 |                                                                                      |
| 岡山縣・香川縣 | 瀨戶內電視台   | 2006年10月3日 - 2008年9月30日                                    | 週二 18:00 - 18:30                                | 東京電視台系列 |                                                                                      |
| 福岡縣         | TVQ九州放送    | 2006年10月3日 - 2008年9月30日                                    | 週二 18:00 - 18:30                                | 東京電視台系列 |                                                                                      |
| 北海道         | 北海道電視台   | 2006年10月3日 - 2008年9月30日                                    | 週二 18:00 - 18:30                                | 東京電視台系列 |                                                                                      |
| 日本全域       | BS日本         | 2006年10月10日 - 2008年10月7日                                   | 週二 19:30 - 20:00                                | BS數位放送     |                                                                                      |
| 日本全域       | AT-X           | 2006年11月19日 - 2008年10月19日                                  | 週日 12:00 - 12:30                                | CS放送         | 有重播時段                                                                           |
| 日本全域       | Animax         | 2007年12月4日 - 2009年12月11日                                   | 週五 19:00 - 19:30                                | CS放送         | 有重播時段                                                                           |
| 日本全域       | Kids Station   | 2014年1月6日 - 3月17日（第1季） 2014年7月14日 - 9月29日（第2季） | 星期一至五 21:26 - 21:52 星期一至五 18:00 - 18:30 | CS放送         | 有重播時段                                                                           |
| 熊本縣         | 熊本朝日放送   | 2006年10月14日 - 2007年10月6日                                   | 週六 6:45 - 7:15                                  | 朝日電視台系列 |                                                                                      |
| 靜岡縣         | 靜岡朝日電視台 | 2006年10月14日 - 2007年10月27日                                  | 週六 7:00 - 7:30                                  | 朝日電視台系列 |                                                                                      |
| 廣島縣         | 廣島HOME電視台 | 2006年10月21日 - 2007年11月3日                                   | 週六 6:00 - 6:30                                  | 朝日電視台系列 |                                                                                      |
| 福島縣         | 福島中央電視台 | 2006年10月21日 - 2007年10月13日                                  | 週六 10:00 - 10:30                                | 日本電視台系列 |                                                                                      |
| 新潟縣         | TV新潟放送網   | 2006年10月25日 - 2007年11月12日                                  | 週三 15:55 - 16:25 月曜 16:20 - 16:50             | 日本電視台系列 |                                                                                      |
| 宮城縣         | 東日本放送     | 2006年10月29日 - 2007年11月4日                                   | 週日 6:30 - 7:00                                  | 朝日電視台系列 |                                                                                      |
| 滋賀縣         | 琵琶湖放送     | 2007年1月18日 - 2009年5月7日                                     | 週四 19:00 - 19:30                                | 独立UHF局      |                                                                                      |
| 臺灣           | 衛視電影台     | 2013年5月24日 - 6月28日（第1－51集）                             | 星期一至五 20:00-21:00 6月3日起 19:00-20:00       | 有線電視       | 6月24日為07:00-08:00 6月25、26日 07:05-08:05 6月27日 06:50-07:50 6月28日 06:55-08:20 |
| 臺灣           | Animax         | 2019年6月3日 -                                                   | 星期一至五 19:00-20:00                            | 有線電視       | 原音播出                                                                             |

### 第2作
日本於2015年12月20日公告，2016年7月將會放送新系列動畫《驅魔少年HALLOW》（D.Gray-man HALLOW）。

#### 製作人員
- 原作：星野桂（集英社「ジャンプSQ.CROWN」連載）
- 腳本：横手美智子、樋口達人、山下憲一
- 角色設計、作畫監督：椛島洋介
- Design works：森木靖泰
- 美術設定：藤井一志
- 美術監督：甲斐政俊
- 色彩設定：末永絢子
- 攝影監督：金光俊
- 音響監督：高寺たけし
- 音樂：和田薰
- 編集：長坂智樹
- 監督：芦野芳晴
- 製作：D.Gray-man製作委員会、トムス・エンタテインメント(TMS ENTERTAINMENT CO.,LTD.)
- (C)星野桂／集英社・D.Gray-man製作委員会

#### 主題曲
片頭曲「Key -bring it on, my Destiny-」
作詞：片桐航，作曲：片桐航，編曲：akkin(Ki/oon Music)，主唱：Lenny code fiction
片尾曲「Lotus Pain」
作詞：綾野真白，作曲：安田史生，編曲：村田祐一、安田史生(Ariola Japan)，主唱：綾野真白

#### 配音員
- ：村瀨步
- 神田優：佐藤拓也
- ：加隈亞衣
- 拉比：花江夏樹
- 哈瓦德‧林克：立花慎之介
- 千年伯爵：青山穰
- ：近藤唯
- ：西田雅一
- 克勞斯‧馬利安：最上嗣生（日语：最上嗣生）
- 衛茲里：保志總一朗
- 阿爾瑪=卡爾瑪：淺利遼太
- 亞歷斯特‧柯洛利三世：杉山紀彰
- 書人：大塚芳忠
- 米蘭達‧羅德：小清水亞美
- 科穆伊‧李：井上剛
- 瑞巴‧溫漢姆：杉田智和
- 喬尼‧紀魯：市來光弘
- 瑪爾哥姆‧C‧魯貝利亞：大川透
- 瑪達拉歐：江口拓也
- 多克薩：齊藤壯馬
- 蒂瓦葛：末柄里惠
- 提摩西‧哈斯特：矢作紗友里
- 艾梅莉雅‧卡爾曼：洲崎綾

#### 各話列表
| 話數   | 日文標題 | 中文標題       | 腳本       | 分鏡              | 演出                | 作畫監督                                                      | 總作畫監督          | 原作話數       |
| ------ | -------- | -------------- | ---------- | ----------------- | ------------------- | ------------------------------------------------------------- | ------------------- | -------------- |
| 第1夜  |          | 第14號         | 橫手美智子 | 蘆野芳晴          | 蘆野芳晴            | 椛島洋介                                                      | -                   | 第165夜－170夜 |
| 第2夜  |          | 寂寞男孩       | 山下憲一   | 田頭忍            | 宇根信也 鈴木恭兵   | 關口亮輔、早川淳一 齋藤和也                                   | 椛島洋介            | 第170夜－178夜 |
| 第3夜  |          | 洗把臉就沒事   | 山下憲一   | 田頭忍            | 小野田雄亮          | 福田紀之                                                      | 椛島洋介            | 第177夜－183夜 |
| 第4夜  |          | 聖戰之血       | 樋口達人   | 島津裕行          | 萩原露光            | 中本尚、小澤圓                                                | 長谷部敦志          | 第184夜－188夜 |
| 第5夜  |          | 阿爾瑪＝卡爾瑪 | 樋口達人   | 若野哲也          | 前園文夫            | 菅原浩喜、相良理央 嘉村弘之、栗原遊次郎                       | 椛島洋介            | 第188夜－189夜 |
| 第6夜  |          | friend         | 橫手美智子 | 辻初樹 若林漢二   | 齊藤啓也            | 齋藤和也、關口亮輔 早川淳一                                   | 長谷部敦志          | 第190夜－193夜 |
| 第7夜  |          | 蓮花的真相     | 山下憲一   | 蘆野芳晴          | 金子祥之            | 竹森由加、島田ひであき 秦野好紹                               | 椛島洋介            | 第193夜－195夜 |
| 第8夜  |          | 覺醒           | 樋口達人   | 田頭忍            | 小野田雄亮 種村綾隆 | 福田紀之、中本尚 伊本龍守、近藤泉 須永賴太、吉田美和 三浦雅子 | 岩佐裕子 長谷部敦志 | 第195夜－198夜 |
| 第9夜  |          | Little Goodbye | 樋口達人   | 佐藤雄三          | 關曉子              | 小嶌エリナ                                                    | 椛島洋介            | 第198夜－201夜 |
| 第10夜 |          | 絕望的罪人     | 山下憲一   | 蘆野芳晴 辻初樹   | 前園文夫            | 菅原浩喜、相良理央 嘉村弘之、栗原遊次郎                       | 長谷部敦志          | 第201夜－203夜 |
| 第11夜 |          | 被隱藏的存在   | 山下憲一   | 蘆野芳晴 篠原啓輔 | 金子祥之            | 水谷麻美子、中村統子 箕輪悟、渡邊伸弘 上野翔太、福田紀之      | 椛島洋介            | 第203夜－205夜 |
| 第12夜 |          | My home        | 樋口達人   | 田頭忍            | 原田奈奈            | 關口亮輔、福田紀之 中本尚、齋藤和也                           | 岩佐裕子 長谷部敦志 | 第205夜        |
| 最終夜 |          | Walker         | 山下憲一   | 蘆野芳晴 辻初樹   | 吉田俊司            | 竹森由加、島田ひであき 秦野好紹、福田紀之 長谷部敦志          | 椛島洋介            | 第206夜－208夜 |

#### 播放電視台
| 播放日期               | 播放時間           | 播放電視台 | 播放地區   | 備註                         |
| ---------------------- | ------------------ | ---------- | ---------- | ---------------------------- |
| 2016年7月5日 - 9月27日 | 週一 25:35 - 26:05 | 東京電視台 | 關東廣域圈 | 製作委員会參加               |
|                        |                    | 愛知電視台 | 愛知縣     |                              |
|                        |                    | 大阪電視台 | 大阪府     |                              |
| 2016年7月6日 - 9月28日 | 週二 24:58 - 25:28 | BS日本     | 日本全域   | BS放送                       |
| 2016年9月24日 -        | 週五 25:35 - 26:05 | 奈良電視台 | 奈良縣     |                              |
| 2016年10月3日 -        | 週一 22:00 - 22:30 | Animax     | 日本全域   | BS/CS放送 / 含字幕、重播時段 |

| 播放日期                | 播放時間                                                        | 播放電視台 | 播放地區    | 備註                                         |
| ----------------------- | --------------------------------------------------------------- | ---------- | ----------- | -------------------------------------------- |
| 2016年7月5日－9月27日   | 星期二 22:00－22:30                                             | Animax     | 臺灣、 香港 | 皆為與日同步首播                             |
| 2017年4月15日 – 4月29日 | 週六13:00 - 16:00 4月15日為15:00 - 16:00 4月29日為13:00 - 15:30 | Animax HD  | 臺灣        | 中華電信MOD，含中文配音 動畫『馬拉松』第七部 |

## 遊戲
2007年3月29日由KONAMI公司發售首張驅魔少年的DS遊戲；2008年9月11日由KONAMI公司發售首張驅魔少年的PS2遊戲

## 外部連結
- Jump Square官方網站 （页面存档备份，存于）（日語）
- TMS娛樂驅魔少年(2006)網站 （页面存档备份，存于）（日語）
- 東京電視台驅魔少年(2006) （页面存档备份，存于）（日語）
- 2016集英社・D.Gray-man製作委員会 （页面存档备份，存于）（日語）